# Tidespring Island
Tidespring Island ist eine Insel im Archipel Südgeorgiens im Südatlantik. Sie ist die westlichste und größte der Samuel-Inseln und liegt unmittelbar südlich des Granat Point.
Das UK Antarctic Place-Names Committee benannte sie 2009. Namensgeberin ist die RFA Tidespring von der Royal Fleet Auxiliary, die im April 1982 als Trossschiff zur Treibstoffversorgung im Falklandkrieg bei der Rückeroberung Südgeorgiens nach der Invasion durch die Streitkräfte Argentiniens im Einsatz war.